# Bête des Cévennes
La bête des Cévennes, bête du Vivarais ou bête du Gard est un animal anthropophage, ou plusieurs animaux, qui ont attaqué les humains dans les départements de l’Ardèche, du Gard et de la Lozère, de 1809 à 1817. 

## Victimes

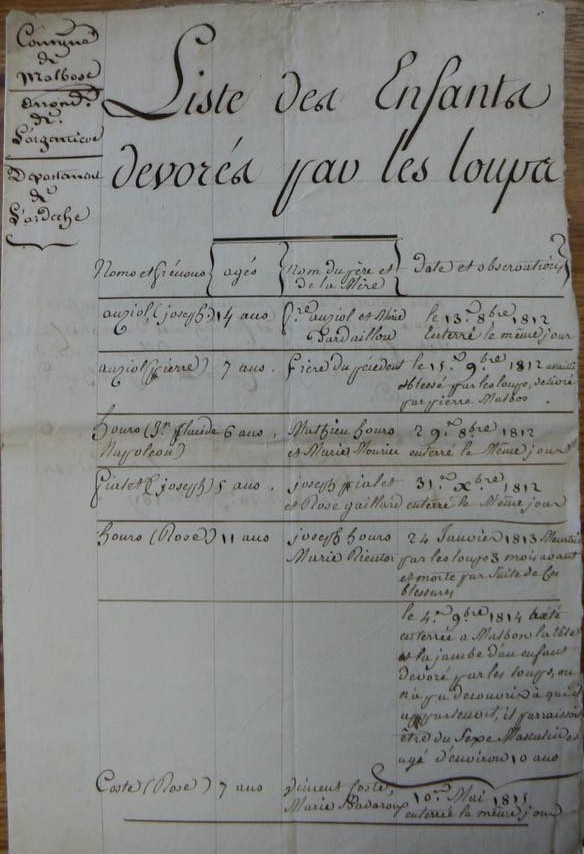
Liste des enfants dévorés par les loups, commune de Malbosc, de 1812 à 1815

Le Journal du Gard du 21 octobre 1809 fait état des attaques de cet animal en ces termes : « Depuis quelques jours, un animal féroce a répandu la terreur dans le premier arrondissement du Gard. Comme autrefois la Bête du Gévaudan, la Bête des Cévennes exerce aujourd'hui ses ravages dans cette contrée ».
Le bilan s'établit à trente-neuf tués au moins, dont une majorité d'enfants entre 3 et 14 ans, mais la liste peut être plus longue car les actes des registres ne mentionnent pas toujours les causes du décès. Un enfant du nom de François Marcy, 7 ans, fut dévoré le 8 septembre 1812 à côté de sa maison. Augustin Colomb, 8 ans, fut porté disparu le 9 janvier 1813 et on ne retrouva que sa tête. Au mois d’octobre, la petite Rose Henriette Dumas, 7 ans, fut dévorée dans les bois.
Les attaques se succédèrent de 1809 à 1817 et l'audace de cette bête rappelle la célèbre affaire du Gévaudan : elle aurait attaqué une femme de 34 ans qui sortait tout juste de l’église et des villageois directement dans leurs demeures, la rumeur veut qu'elle ait même dévoré les mains d’un enfant qui se trouvait dans son berceau. Malgré de nombreuses battues et des pièges posés par les villageois, la bête resta insaisissable. Ses attaques cessèrent définitivement en 1817 mais l'affaire ne fut jamais résolue. On ne sait pas si cet animal a été tué lors d'une battue, s'il a changé de localisation ou s'il s'agit de crimes maquillés par une intervention humaine.

## Nature de la bête
Selon l'historien Jean-Paul Chabrol, il s'agissait de quelques meutes de loups carnassiers, peut-être une dizaine d'animaux. Pour Jean-Marc Moriceau, la « bête des Cévennes » recouvrait plusieurs couples de loups.
Le mont Lozère semble être le point central de l'affaire et a déjà connu par le passé des affaires similaires : au XVIIe, des attaques de loups furent signalées dans la région de Saint-Julien-du-Tournel. Les premières attaques de la bête des Cévennes eurent lieu dans la région de Langogne aux confins du Vivarais.

## Description
Les descriptions qui en furent faites varient beaucoup, certaines[Qui ?] parlant d'un loup immense de la taille d’un âne avec une crinière et un pelage brun ou roux, d’autres[Qui ?] d'une créature noire ou encore d'un loup de la taille d’un veau avec un pelage gris et rouge. Dans la plupart des descriptions, les témoins s'accordent pour parler d’un gros ventre de couleur blanche qui traînait presque au sol, de grandes oreilles, d'un long museau et d'une queue bien fournie.